# Alexander Vencel (ur. 1967)
Alexander Vencel (ur. 2 marca 1967 w Bratysławie) – słowacki piłkarz grający na pozycji bramkarza. W swojej karierze 19 razy wystąpił w reprezentacji Słowacji. 2-krotnie zagrał też w reprezentacji Czechosłowacji. Jest synem Alexandra Vencela, także piłkarza i 22-krotnego reprezentanta kraju.

## Kariera klubowa
Karierę piłkarską Vencel rozpoczął w klubie Slovan Bratysława. W 1984 roku awansował do kadry pierwszej drużyny i w sezonie 1984/1985 zadebiutował w niej wówczas w pierwszej lidze czechosłowackiej. Do 1989 roku był rezerwowym bramkarzem Slovana i rozegrał w nim 13 ligowych meczów. Wtedy też odszedł do RH Cheb, w którym spędził sezon. W 1990 roku wrócił do Slovana i był już jego podstawowym zawodnikiem. W 1992 roku wywalczył z nim mistrzostwo Czechosłowacji, a w 1994 roku – mistrzostwo Słowacji. W 1994 roku zdobył też Puchar Słowacji.
Latem 1994 roku Vencel został piłkarzem francuskiego klubu RC Strasbourg. We francuskiej ekstraklasie zadebiutował 29 lipca 1994 roku w zremisowanym 1:1 domowym meczu z AJ Auxerre. W 1995 roku wystąpił w przegranym 0:1 finale Pucharu Francji z Paris Saint-Germain. Z kolei w 1997 roku zdobył ze Strasbourgiem Puchar Ligi Francuskiej (0:0, k: 6:5 w finale z Girondins Bordeaux). Zawodnikiem Strasbourga był do końca sezonu 1999/2000.
Latem 2000 Vencel przeszedł do drugoligowego Le Havre AC. Podobnie jak w Strasbourgu był pierwszym bramkarzem Le Havre. W 2002 roku awansował z nim z Ligue 2 do Ligue 1, ale po roku gry w ekstraklasie klub z Hawru został zdegradowany. W Le Havre Słowak grał do 2005 roku i wtedy też zakończył karierę piłkarską.
| Sezon   | Klub              | Kraj           | Rozgrywki | Mecze | Bramki |
| ------- | ----------------- | -------------- | --------- | ----- | ------ |
| 1984/85 | Slovan Bratysława | Czechosłowacja | I. liga   | 1     | 0      |
| 1985/86 | Slovan Bratysława | Czechosłowacja | I. liga   | 0     | 0      |
| 1986/87 | Slovan Bratysława | Czechosłowacja | I. liga   | 0     | 0      |
| 1987/88 | Slovan Bratysława | Czechosłowacja | I. liga   | 0     | 0      |
| 1988/89 | Slovan Bratysława | Czechosłowacja | I. liga   | 12    | 0      |
| 1989/90 | RH Cheb           | Czechosłowacja | I. liga   | 28    | 0      |
| 1990/91 | Slovan Bratysława | Czechosłowacja | I. liga   | 30    | 0      |
| 1991/92 | Slovan Bratysława | Czechosłowacja | I. liga   | 30    | 0      |
| 1992/93 | Slovan Bratysława | Czechosłowacja | I. liga   | 29    | 0      |
| 1993/94 | Slovan Bratysława | Słowacja       | I. liga   | 31    | 0      |
| 1994/95 | RC Strasbourg     | Francja        | Ligue 1   | 37    | 0      |
| 1995/96 | RC Strasbourg     | Francja        | Ligue 1   | 38    | 0      |
| 1996/97 | RC Strasbourg     | Francja        | Ligue 1   | 30    | 0      |
| 1997/98 | RC Strasbourg     | Francja        | Ligue 1   | 32    | 0      |
| 1998/99 | RC Strasbourg     | Francja        | Ligue 1   | 30    | 0      |
| 1999/00 | RC Strasbourg     | Francja        | Ligue 1   | 17    | 0      |
| 2000/01 | Le Havre AC       | Francja        | Ligue 2   | 38    | 0      |
| 2001/02 | Le Havre AC       | Francja        | Ligue 2   | 38    | 0      |
| 2002/03 | Le Havre AC       | Francja        | Ligue 1   | 38    | 0      |
| 2003/04 | Le Havre AC       | Francja        | Ligue 2   | 36    | 0      |
| 2004/05 | Le Havre AC       | Francja        | Ligue 2   | 38    | 0      |

## Kariera reprezentacyjna
W reprezentacji Czechosłowacji Vencel zadebiutował 25 września 1991 w wygranym 3:2 towarzyskim meczu z Norwegią. Od 1991 do 1992 roku rozegrał w kadrze Czechosłowacji 2 mecze.
Po rozpadzie Czechosłowacji Vencel zaczął grać w reprezentacji Słowacji. Zadebiutował w niej 2 lutego 1994 roku w wygranym 1:0 towarzyskim meczu ze Zjednoczonymi Emiratami Arabskimi. W swojej karierze grał m.in. w eliminacjach do Euro 1996, MŚ 1998 i Euro 2000. W kadrze Słowacji od 1994 do 1998 roku rozegrał łącznie 19 meczów.
| Mecze i gole w reprezentacji | Mecze i gole w reprezentacji | Mecze i gole w reprezentacji          | Mecze i gole w reprezentacji | Mecze i gole w reprezentacji | Mecze i gole w reprezentacji | Mecze i gole w reprezentacji |
| #                            | Data                         | Stadion                               | Rywal                        | Wynik                        | Gol                          | Rozgrywki                    |
| Czechosłowacja               | Czechosłowacja               | Czechosłowacja                        | Czechosłowacja               | Czechosłowacja               | Czechosłowacja               | Czechosłowacja               |
| 1991                         | 1991                         | 1991                                  | 1991                         | 1991                         | 1991                         | 1991                         |
| ---------------------------- | ---------------------------- | ------------------------------------- | ---------------------------- | ---------------------------- | ---------------------------- | ---------------------------- |
| 1.                           | 25.09.1991                   | Oslo, Norwegia                        | Norwegia                     | 3:2                          | 0                            | towarzyski                   |
| 1992                         |                              |                                       |                              |                              |                              |                              |
| 2.                           | 27.05.1992                   | Jastrzębie, Polska                    | Polska                       | 0:1                          | 0                            | towarzyski                   |
| Słowacja                     |                              |                                       |                              |                              |                              |                              |
| 1994                         |                              |                                       |                              |                              |                              |                              |
| 1.                           | 02.02.1994                   | Szardża, Zjednoczone Emiraty Arabskie | Zjednoczone Emiraty Arabskie | 1:0                          | 0                            | towarzyski                   |
| 2.                           | 06.02.1994                   | Szardża, Zjednoczone Emiraty Arabskie | Maroko                       | 1:2                          | 0                            | towarzyski                   |
| 3.                           | 20.04.1994                   | Bratysława, Słowacja                  | Chorwacja                    | 4:1                          | 0                            | towarzyski                   |
| 4.                           | 16.08.1994                   | Bratysława, Słowacja                  | Malta                        | 1:1                          | 0                            | towarzyski                   |
| 1995                         |                              |                                       |                              |                              |                              |                              |
| 5.                           | 08.03.1995                   | Koszyce, Słowacja                     | Rosja                        | 2:1                          | 0                            | towarzyski                   |
| 6.                           | 07.06.1995                   | Zabrze, Polska                        | Polska                       | 0:5                          | 0                            | el. ME 1996                  |
| 1996                         |                              |                                       |                              |                              |                              |                              |
| 7.                           | 22.09.1996                   | Bratysława, Słowacja                  | Malta                        | 6:0                          | 0                            | el. MŚ 1998                  |
| 8.                           | 23.10.1996                   | Bratysława, Słowacja                  | Wyspy Owcze                  | 3:0                          | 0                            | el. MŚ 1998                  |
| 9.                           | 13.11.1996                   | Santa Cruz de Tenerife, Hiszpania     | Hiszpania                    | 1:4                          | 0                            | el. MŚ 1998                  |
| 1997                         |                              |                                       |                              |                              |                              |                              |
| 10.                          | 11.03.1997                   | Sofia, Bułgaria                       | Bułgaria                     | 1:0                          | 0                            | towarzyski                   |
| 11.                          | 31.03.1997                   | Ta’ Qali, Malta                       | Malta                        | 2:0                          | 0                            | el. MŚ 1998                  |
| 12.                          | 06.08.1997                   | Bratysława, Słowacja                  | Szwajcaria                   | 1:0                          | 0                            | towarzyski                   |
| 13.                          | 11.10.1997                   | Praga, Czechy                         | Czechy                       | 0:3                          | 0                            | el. MŚ 1998                  |
| 1998                         |                              |                                       |                              |                              |                              |                              |
| 14.                          | 28.01.1998                   | Katania, Włochy                       | Włochy                       | 0:3                          | 0                            | towarzyski                   |
| 15.                          | 25.03.1998                   | Belfast, Irlandia Północna            | Irlandia Północna            | 0:1                          | 0                            | towarzyski                   |
| 16.                          | 19.08.1998                   | Koszyce, Słowacja                     | Finlandia                    | 0:0                          | 0                            | towarzyski                   |
| 17.                          | 05.09.1998                   | Koszyce, Słowacja                     | Azerbejdżan                  | 3:0                          | 0                            | el. ME 2000                  |
| 18.                          | 10.10.1998                   | Vaduz, Liechtenstein                  | Liechtenstein                | 4:0                          | 0                            | el. ME 2000                  |
| 19.                          | 14.10.1998                   | Bratysława, Słowacja                  | Portugalia                   | 0:3                          | 0                            | el. ME 2000                  |